# Roland Moellé
Roland Moellé (Saint-Dié-des-Vosges, 29 aprile 1940) è un ex pallanuotista francese.
Ha partecipato, come membro della Francia, alle Olimpiadi di Roma 1960, partecipando al torneo di pallanuoto.